# Зао Велков
Заре (Заро, Зао) Велков (Вълков), известен като Дедо Зао, е български революционер, деец на Вътрешната македоно-одринска революционна организация.

## Биография
Велков е роден в кратовското село Койково, тогава в Османската империя. Присъединява се към ВМОРО. За революционна дейност е арестуван и затворен в Скопския затвор Куршумли хан. В османските документи пише: българин, православен, арестуван на 28 юли 1903 година, обвинен в „присъединяване към българския бунтовнически комитет и носене на оръжие, боеприпаси и вредни документи“, осъден на 15 години каторга, лежал в Скопския затвор, амнистиран с общата амнистия от 12 април 1904 година.
При избухването на Балканската война в 1912 година Велков е доброволец в Македоно-одринското опълчение и служи в четата на Славчо Абазов. Йосиф Велков от Койково също е опълченец в нестроевата рота на 10 прилепска дружина и в щаба на 3 бригада на Македоно одринското опълчение, Мите Заов Велков (24-годишен, земеделец) служи в 4 рота на 2 скопска дружина, а Апостол Заов (Захов) служи в 3 рота на 7 кумановска дружина.
След като родният му край попада в Сърбия след Междусъюзническата война Велков продължава да се занимава с революционна дейност. В 1915 година е четник на Дончо Ангелов.
След възстановяването на ВМРО след Първата световна война, Зао Велков е един от първите хора на организацията в Кратовско. Служи като задграничен куриер.